# The Professionals (banda)
The Professionals fue una banda británica formada a mediados del año 1979 por los exmiembros de Sex Pistols Steve Jones (en la guitarra eléctrica) y Paul Cook (en la batería) poco después de la separación de su antiguo grupo. Anteriormente, ambos se habían involucrado en un proyecto llamado Sham Pistols. El grupo se disolvió en 1982.

## Discografía

### Sencillos
- A Merry Jingle (1979).
- Just Another Dream (1980).
- 1-2-3 (1980).
- Join The Professionals (1981).
- The Magificent (1982).

### Álbumes
- I Didn't See it Coming (1981).
- Join The Professionals (1990).
- The Professionals (1997).
- Best of The Professionals (2005).

## Miembros
- Steve Jones − Guitarra eléctrica y voz (1979-1982).
- Ray McVeigh − Guitarra eléctrica (1979-1982).
- Andy Allen − Bajo eléctrico (1979).
- Paul Myers − Bajo eléctrico (1980-1982).
- Paul Cook − Batería (1979-1982).

- Datos: Q1515331